# Ranunculus mutinensis
Ranunculus mutinensis är en ranunkelväxtart som beskrevs av Sandro Alessandro Pignatti. Ranunculus mutinensis ingår i släktet ranunkler, och familjen ranunkelväxter. Inga underarter finns listade i Catalogue of Life.